# بومباردوبولس
بومباردوبولس هي مدينة من مدن هايتي. يبلغ عدد سكانها 36,028 نسمة وذلك حسب إحصائيات سنة 2015. يبلغ ارتفاع المدينة عن سطح البحر قرابة 416 متر. تبلغ مساحتها 196.51 كم².